# LÍF Leirvík
LÍF Leirvík (zwany czasem Leirvík ÍF, oficjalnie: Leirvíkar Ítróttarfelag) – klub sportowy z Wysp Owczych działający w latach 1928–2007.

## Historia

### Do roku 1989
LÍF Leirvík założono 1 grudnia 1928 roku w miejscowości Leirvík na wyspie Eysturoy. Zawodnicy rozgrywali mecze w niższych ligach bez możliwości awansu do Meistaradeildin, która pojawiła się w 1976 roku. LÍF Leirvík w rozgrywkach 2. deild, jak wówczas nazywano drugi poziom rozgrywek na Wyspach Owczych, pojawił się w roku 1980, zajmując wówczas pierwsze miejsce w tabeli, dzięki czemu od sezonu 1982 zespół rozgrywał mecze w lidze pierwszej.
Podczas swojego pierwszego sezonu w 1. deild LÍF Leirvík zajął szóste z ośmiu miejsc w tabeli ligowej, wygrywając jedynie trzy mecze. Dało to mu jednak możliwość utrzymania się w lidze. Największym sukcesem był wówczas remis 2:2 w spotkaniu dziesiątej kolejki, 15 sierpnia 1982 roku, rozgrywanym przeciwko ówczesnemu wicemistrzowi Wysp Owczych TB Tvøroyri.
| Lp. | Drużyna             | M  | Z | R | P | Bramki | Bramki | Różn. | Pkt | Uwagi              |
| --- | ------------------- | -- | - | - | - | ------ | ------ | ----- | --- | ------------------ |
| 1   | HB Tórshavn (M)     | 14 | 9 | 4 | 1 | 24     | 9      | +15   | 22  |                    |
| 2   | TB Tvøroyri         | 14 | 7 | 5 | 2 | 29     | 17     | +12   | 19  |                    |
| 3   | KÍ Klaksvík         | 14 | 8 | 3 | 3 | 19     | 11     | +8    | 19  |                    |
| 4   | GÍ Gøta             | 14 | 6 | 2 | 6 | 13     | 17     | −4    | 14  |                    |
| 5   | B36 Tórshavn        | 14 | 4 | 3 | 7 | 14     | 21     | −7    | 11  |                    |
| 6   | LÍF Leirvík         | 14 | 3 | 4 | 7 | 14     | 24     | −10   | 10  |                    |
| 7   | B68 Toftir          | 14 | 3 | 3 | 8 | 20     | 26     | −6    | 9   |                    |
| 8   | ÍF Fuglafjørður (S) | 14 | 2 | 4 | 8 | 13     | 21     | −8    | 8   | Spadek do 2. deild |

LÍF Leirvík zajął ponownie szóstą pozycję w tabeli ligowej w sezonie 1983, tym razem jednak wygrywając cztery mecze, w tym spotkanie ósmej kolejki (31 lipca) przeciwko GÍ Gøta, które zakończyło się rezultatem 2:0. Była to jedyna porażka GÍ (mistrza archipelagu z 1983 roku) na własnym stadionie, a jednocześnie jedyne wyjazdowe zwycięstwo LÍF. Do sukcesów młodej drużyny zaliczyć również można remisy (1:1) z HB Tórshavn oraz KÍ Klaksvík.
Kolejny sezon zespół z Leirvík zakończył na najlepszym w swej historii, czwartym miejscu w ligowej tabeli, wygrywając cztery i remisując pięć z czternastu rozegranych spotkań. Szczególnym sukcesem było pokonanie na wyjeździe HB Tórshavn 4:1, 9 września 1984 w meczu dwunastej kolejki 1. deild. LÍF pokonał także na własnym stadionie ówczesnego mistrza ligi, B68 Toftir (2:0) oraz wicemistrza TB Tvøroyri (2:1).
| Lp. | Drużyna          | M  | Z | R | P | Bramki | Bramki | Różn. | Pkt | Uwagi              |
| --- | ---------------- | -- | - | - | - | ------ | ------ | ----- | --- | ------------------ |
| 1   | B68 Toftir (M)   | 14 | 9 | 3 | 2 | 25     | 14     | +11   | 21  |                    |
| 2   | TB Tvøroyri      | 14 | 8 | 3 | 3 | 26     | 15     | +11   | 19  |                    |
| 3   | HB Tórshavn      | 14 | 6 | 4 | 4 | 28     | 24     | +4    | 16  |                    |
| 4   | LÍF Leirvík      | 14 | 4 | 5 | 5 | 19     | 18     | +1    | 13  |                    |
| 5   | KÍ Klaksvík      | 14 | 2 | 7 | 5 | 27     | 27     | 0     | 11  |                    |
| 6   | GÍ Gøta          | 14 | 4 | 3 | 7 | 18     | 24     | −6    | 11  |                    |
| 7   | NSÍ Runavík      | 14 | 2 | 7 | 5 | 19     | 27     | −8    | 11  |                    |
| 8   | B36 Tórshavn (S) | 14 | 3 | 4 | 7 | 15     | 28     | −13   | 10  | Spadek do 2. deild |

Sezon 1985 LÍF Leirvík również zakończył na miejscu czwartym, poprawiając statystykę strzelonych bramek, a także wygrywając pięć i remisując cztery z czternastu spotkań. Do największych sukcesów w tym roku, jak i w całej historii klubu, należy zaliczyć zwycięstwo 5:0 w meczu ósmej kolejki (24 sierpnia) przeciwko KÍ Klaksvík. Trzy bramki dla gospodarzy strzelił Anglik, Martin Nugent, a Berg Vatnhamar i Óli Jákup Joensen po jednej.
| Lp. | Drużyna             | M  | Z | R | P  | Bramki | Bramki | Różn. | Pkt | Uwagi              |
| --- | ------------------- | -- | - | - | -- | ------ | ------ | ----- | --- | ------------------ |
| 1   | B68 Toftir (M)      | 14 | 8 | 5 | 1  | 21     | 7      | +14   | 21  |                    |
| 2   | HB Tórshavn         | 14 | 9 | 1 | 4  | 24     | 15     | +9    | 19  |                    |
| 3   | KÍ Klaksvík         | 14 | 9 | 1 | 4  | 20     | 14     | +6    | 19  |                    |
| 4   | LÍF Leirvík         | 14 | 5 | 4 | 5  | 21     | 18     | +3    | 14  |                    |
| 5   | GÍ Gøta             | 14 | 5 | 2 | 7  | 27     | 22     | +5    | 12  |                    |
| 6   | NSÍ Runavík         | 14 | 5 | 2 | 7  | 14     | 16     | −2    | 12  |                    |
| 7   | TB Tvøroyri         | 14 | 3 | 4 | 7  | 12     | 21     | −9    | 10  |                    |
| 8   | ÍF Fuglafjørður (S) | 14 | 2 | 1 | 11 | 9      | 35     | −26   | 5   | Spadek do 2. deild |

Sukcesy w najwyższej klasie rozgrywek skończyły się w sezonie 1986, kiedy LÍF Leirvík w ostatniej kolejce uniknął, dzięki remisowi 2:2 z B68 Toftir, spadku do niższej ligi, zajmując ostatecznie siódme miejsce w tabeli. Zespół ten zwyciężył trzy spotkania, a kolejne trzy zremisował. Jedynym większym sukcesem było pokonanie 3:0 wicemistrza ligi, HB Tórshavn w meczu czwartej kolejki, 25 maja. Bramki dla LÍF zdobyli: Leo Poulsen (2) i Berg Vatnhamar. Sezon 1986 był jedynym, w którym LÍF Leirvík dostał się do finału Pucharu Wysp Owczych, gdzie uległ NSÍ Runavík 3:1.
LÍF Leirvík w sezonie 1987 po raz kolejny zajął siódme miejsce w tabeli, wygrywając trzy, a remisując cztery z czternastu rozegranych spotkań. W trzynastej kolejce zespół ten zajmował szóste miejsce w tabeli, jednak porażka 1:4 ze znajdującym się wówczas o jedną lokatę niżej B68 Toftir, sprawiła, że LÍF znalazł się ostatecznie na siódmej pozycji.
Liczba drużyn biorących udział w 1. deild wzrosła w sezonie 1988 do dziesięciu. LÍF Leirvík po wygraniu sześciu spotkań i zremisowaniu czterech, znalazł się wówczas na siódmej lokacie w tabeli. W szesnastej kolejce zespół zajmował jeszcze zagrożone spadkiem do niższej ligi miejsce dziewiąte, jednak zwycięstwa z NSÍ Runavík (1:0) oraz GÍ Gøta (3:1), sprawiły, że zajął ostatecznie miejsce siódme. Był to jedyny sezon najwyższej ligi Wysp Owczych, w którym królem strzelców został zawodnik LÍF Leirvík. Był to Kurt Mørkøre z dorobkiem 13 bramek.
Kolejny sezon nie przyniósł LÍF Leirvík żadnego zwycięstwa, a jedynie trzy remisy na piętnaście rozegranych spotkań, co spowodowało, że zespół znalazł się na ostatnim, dziesiątym miejscu w tabeli ligowej i musiał pożegnać się z rozgrywkami najwyższego poziomu ligowego na Wyspach Owczych.
| Lp. | Drużyna             | M  | Z  | R | P  | Bramki | Bramki | Różn. | Pkt | Uwagi              |
| --- | ------------------- | -- | -- | - | -- | ------ | ------ | ----- | --- | ------------------ |
| 1   | B71 Sandoy (M)      | 18 | 13 | 5 | 0  | 37     | 13     | +24   | 31  |                    |
| 2   | HB Tórshavn         | 18 | 8  | 6 | 4  | 43     | 30     | +13   | 22  |                    |
| 3   | B68 Toftir          | 18 | 7  | 8 | 3  | 25     | 20     | +5    | 22  |                    |
| 4   | VB Vágur            | 18 | 8  | 5 | 5  | 33     | 21     | +12   | 21  |                    |
| 5   | KÍ Klaksvík         | 18 | 8  | 5 | 5  | 36     | 32     | +4    | 21  |                    |
| 6   | B36 Tórshavn        | 18 | 8  | 3 | 7  | 27     | 26     | +1    | 19  |                    |
| 7   | GÍ Gøta             | 18 | 7  | 2 | 9  | 28     | 33     | −5    | 16  |                    |
| 8   | SÍF Sandavágur      | 18 | 5  | 5 | 8  | 24     | 30     | −6    | 15  |                    |
| 9   | ÍF Fuglafjørður (S) | 18 | 2  | 6 | 10 | 11     | 30     | −19   | 10  | Spadek do 2. deild |
| 10  | LÍF Leirvík (S)     | 18 | 0  | 3 | 15 | 9      | 38     | −29   | 3   | Spadek do 2. deild |

### Lata 1990 - 2007
W roku 1990 LÍF Leirvík występował w 2. deild, gdzie z dorobkiem dziewiętnastu punktów znalazł się na czwartym miejscu w tabeli, co nie dało mu awansu do wyższej klasy rozgrywek. Niepowodzeniem zakończył się także kolejny sezon, który LÍF zakończył na siódmej pozycji pięcioma zwycięstwami i czterema remisami w osiemnastu spotkaniach. Zmiana sytuacji nastąpiła w roku 1992, gdy drużyna z Leirvík znalazła się na pierwszym miejscu drugoligowej tabeli, przegrywając jedynie trzy spotkania, co dało jej awans do 1. deild.
Sezon 1993 był ostatnim w historii klubu LÍF Leirvík, rozegranym w ramach najwyższej ligi Wysp Owczych. Po trzech zwycięstwach i sześciu porażkach w osiemnastu spotkaniach ligowych zajął on przedostatnie, dziewiąte miejsce w tabeli i spadł do 2. deild. Jedynym większym sukcesem klubu było zremisowanie z ówczesnym mistrzem archipelagu, GÍ Gøta 1:1 na własnym stadionie w meczu trzeciej kolejki 1. deild, 2 maja. Nieudanymi okazały się też dla niego rozgrywki pucharowe, gdzie w pierwszym meczu przegrał 3:0 z B71 Sandoy.
| Lp. | Drużyna         | M  | Z  | R | P  | Bramki | Bramki | Różn. | Pkt | Uwagi                                              |
| --- | --------------- | -- | -- | - | -- | ------ | ------ | ----- | --- | -------------------------------------------------- |
| 1   | GÍ Gøta (M)     | 18 | 11 | 6 | 1  | 32     | 14     | +18   | 28  | Liga Mistrzów UEFA • I runda kwalifikacyjna        |
| 2   | HB Tórshavn     | 18 | 9  | 7 | 2  | 41     | 20     | +21   | 25  | Liga Mistrzów UEFA • I runda kwalifikacyjna        |
| 3   | KÍ Klaksvík     | 18 | 9  | 5 | 4  | 24     | 15     | +9    | 23  |                                                    |
| 4   | B71 Sandoy      | 18 | 10 | 3 | 5  | 30     | 26     | +4    | 23  | Puchar Zdobywców Pucharów • I runda kwalifikacyjna |
| 5   | B36 Tórshavn    | 18 | 6  | 6 | 6  | 21     | 17     | +4    | 18  |                                                    |
| 6   | B68 Toftir      | 18 | 5  | 6 | 7  | 30     | 28     | +2    | 16  |                                                    |
| 7   | TB Tvøroyri     | 18 | 4  | 6 | 8  | 24     | 30     | −6    | 14  |                                                    |
| 8   | ÍF Fuglafjørður | 18 | 5  | 3 | 10 | 27     | 41     | −14   | 13  |                                                    |
| 9   | LÍF Leirvík (S) | 18 | 3  | 6 | 9  | 25     | 46     | −21   | 12  | Spadek do 2. deild                                 |
| 10  | VB Vágur (S)    | 18 | 3  | 2 | 13 | 18     | 35     | −17   | 8   | Spadek do 2. deild                                 |

Zespół LÍF Leirvík od 1994 roku ponownie rozgrywał mecze w ramach 2. deild. Mimo dużych sukcesów i przegranej jedynie w trzech spotkaniach, zajął wówczas trzecie miejsce, przez co nie awansował do najwyższej klasy rozgrywek. Królem strzelców 2. deild został wówczas John Olsen, grający dla LÍF, który strzelił 14 bramek. Zmagania w Pucharze Wysp Owczych, zakończył po pierwszym meczu, po przegranej z SÍ Sumba 1:3.
Kolejny sezon (1995) gracze LÍF Leirvík zakończyli na szóstej pozycji w tabeli, odnosząc osiem zwycięstw i dwa remisy w osiemnastu spotkaniach. Dużą porażką była przegrana 2:1 z drugim składem GÍ Gøta, ostatnią wówczas drużyną w tabeli. LÍF nie awansował także z fazy grupowej Pucharu Wysp Owczych, która została wówczas wprowadzona po raz pierwszy na archipelagu.
W roku 1996 LÍF Leirvík zakończył sezon na czwartym miejscu w tabeli, po dziesięciu zwycięstwach i dwóch remisach. Rozgrywki pucharowe ponownie zakończyły się brakiem awansu z grupy, jednak w fazie kwalifikacyjnej zespół odniósł jedno z największych zwycięstw w swojej historii, rozbijając Skála ÍF 11:3.
Kolejny sezon, odbywający się w roku 1997 LÍF Leirvík zakończył na siódmym miejscu w ligowej tabeli, wygrywając siedem i remisując dwa z osiemnastu spotkań. Porażką zakończył się także występ w rozgrywkach pucharowych - zespół przegrał wszystkie mecze prócz fazy kwalifikacyjnej, gdy pokonał Fram Tórshavn 2:0. Od tego roku drużynę prowadził Harry Benjaminsen.
Rok 1998 przyniósł zespołowi z Leirvík niewielki sukces. Po raz pierwszy od spadku do drugiego poziomu rozgrywek zajął on drugie miejsce w tabeli ligowej z dziesięcioma zwycięstwami i trzema remisami na koncie. Dało to drużynie możliwość wzięcia udziału w barażach o 1. deild, które odbyły się 10 i 18 października 1998 roku. Przeciwnikiem LÍF był zespół SÍ Sumba. Pomimo zwycięstwa 2:1 w pierwszym spotkaniu na własnym stadionie LÍF Leirvík nie zdołał awansować, gdyż mecz wyjazdowy zakończył się porażką 0:2. Występ w pucharze LÍF zakończył w fazie eliminacyjnej, gdzie przegrał 1:2 z Royn Hvalba, wygrywając wcześniej mecz fazy kwalifikacyjnej, przeciwko Skála ÍF 4:0.
Po raz kolejny drużyna trenowana przez Harry'ego Benjaminsena zajęła drugie miejsce w tabeli ligowej w 1999 roku, po wygraniu dwunastu meczów i zremisowaniu trzech. Ponownie jednak w barażach SÍ Sumba pokonał w dwumeczu LÍF Leirvík 6:2 (1:2, 5:0). Rozgrywki pucharowe zakończyły się również porażką, mimo wygranej w meczu przeciwko EB/Streymur w fazie eliminacyjnej (1:0) zespół nie zdołał przejść przez fazę grupową, wygrywając tylko jedno spotkanie przeciwko SÍ Sumba.
Sezon odbywający się w roku 2000 zakończył się porażką dla LÍF Leirvík. Zespół ten zajął dziewiątą lokatę w tabeli ligowej, wygrywając pięć i remisując cztery z osiemnastu spotkań. Drużyna musiała rozegrać dwa mecze barażowe przeciwko drugiemu składowi B71 Sandoy, 7 i 14 października 2000 roku, oba wygrane przez LÍF (10:0, 4:0). Raz jeszcze w rozgrywkach Pucharu Wysp Owczych zespół po przejściu fazy eliminacyjnej (zwycięstwo 9:1 w meczu przeciwko Fram Tórshavn) nie zdołał dotrzeć do fazy pucharowej.
Kolejny sezon podopieczni Harry'ego Benjaminsena zakończyli na ósmym miejscu w tabeli ligowej, wygrywając sześć i remisując cztery z osiemnastu rozegranych spotkań. Rozgrywki Pucharu Wysp Owczych zakończyli zaś w fazie kwalifikacyjnej, po porażce 8 marca 2001 w meczu przeciwko AB Argir (1:3). W trakcie sezonu doszło do zmiany na stanowisku trenera - został nim Bogi Lervig.
W 2002 roku LÍF Leirvík zajął szóste miejsce w ligowej tabeli z sześcioma zwycięstwami i czterema remisami, w Pucharze Wysp Owczych odpadł zaś 9 marca po przegranym meczu fazy kwalifikacyjnej przeciwko B71 Sandoy (3:2).
Po kolejnym sezonie zespół ponownie musiał walczyć o utrzymanie się w 2. deild, albowiem zakończył rozgrywki na miejscu dziewiątym z sześcioma zwycięstwami i jednym remisem na koncie. Baraże przeciwko drugiemu składowi EB/Streymur odbyły się 8 i 11 października 2003 roku. Pierwszy z nich zakończył się wynikiem remisowym 1:1, a drugi zwycięstwem LÍF Leirvík 3:1. Zespół ten odpadł także ponownie w rundy kwalifikacyjnej z rozgrywek Pucharu Wysp Owczych, po porażce z Royn Hvalba 1:2.
W roku 2004 doszło do zmiany trenera - nowym szkoleniowcem został Duńczyk Bjørn Krog. Poprawiło to nieco sytuację LÍF Leirvík, które zajęło czwarte miejsce w tabeli z dorobkiem ośmiu zwycięstw i pięciu remisów. Nadal jednak nie udało im się awansować z fazy kwalifikacyjnej Pucharu Wysp Owczych, w której przegrali z SÍ Sumba 3:2 po dogrywce, 7 marca 2004 roku.
W roku 2005 zmieniło się nazewnictwo lig na Wyspach Owczych i od tamtej pory drugi poziom rozgrywek zaczął być nazywany 1. deild. Podopieczni Bjørna Kroga zajęli wówczas szóste miejsce w ligowej tabeli po sześciu zwycięstwach i trzech remisach. Po zmianie zasad rozgrywek pucharowych LÍF Leirvík zdołał awansować z pierwszej fazy eliminacyjnej do drugiej, po pokonaniu AB Argir 2:0, jednak w kolejnym meczu musiał uznać wyższość rywala - GÍ Gøta zwyciężyło 4:2.
Sezon 2006 rozpoczął się dla LÍF Leirvík od zmiany trenera. Stanowisko to objął dawny gracz tego zespołu, Hans Fróði Hansen. Klub ten odniósł wówczas największy sukces od wielu lat, zajmując trzecie miejsce w tabeli ligowej z dziesięcioma zwycięstwami i czterema remisami na koncie na dwadzieścia jeden spotkań (rozpoczęto wtedy rozgrywać po trzy mecze między każdą z drużyn a z rozgrywek 1. deild 2006 wykluczono dwa zespoły). Swój pierwszy mecz pucharowy LÍF przegrał z GÍ Gøta 1:4.
Rok 2007 był ostatnim sezonem, w czasie którego LÍF Leirvík istniał, jako osobny zespół. Na samym początku doszło do kolejnej zmiany trenera, a stanowisko to przypadło Janowi Joensenowi. Zespół zajął piąte miejsce w tabeli po czternastu zwycięstwach, jednym remisie i dwunastu porażkach. W rozgrywkach pucharowej zwyciężył w pierwszej fazie eliminacyjnej, spotkanie przeciwko Fram Tórshavn zakończyło się wynikiem 3:0, uległ jednak w fazie drugiej VB/Sumba 1:3.
W listopadzie 2007 roku ogłoszono, że klub LÍF Leirvík zostanie połączony z GÍ Gøta, mającego swą siedzibę w Norðragøta, miejscowości oddalonej od Leirvík o około 5 km. Przyczyną połączenia miała być zarówno większa możliwość wyboru nowych zawodników, jak i aspekt finansowy. Początkowo nowy klub działał pod nazwą GÍ/LÍF. Podpisał on w grudniu 2007 roku umowę z nowym trenerem - Brazylijczykiem Edsonem Silvą.
4 lutego 2008 roku odbyło się oficjalne spotkanie, na którym zaprezentowano nazwę nowego klubu. Od tamtej pory nazywa się on Víkingur Gøta.
Ostatni znany skład LÍF Leirvík wyglądał następująco:
| Nr         | Kraj        | Gracz                 | Data urodzenia       | Rok przyjścia | Poprzedni klub  |
| Bramkarze  | Bramkarze   | Bramkarze             | Bramkarze            | Bramkarze     | Bramkarze       |
| ---------- | ----------- | --------------------- | -------------------- | ------------- | --------------- |
| 1          | Wyspy Owcze | Rógvi Ryggshamar      | 10 stycznia 1988     | 2004          | -               |
|            |             | ?                     |                      |               |                 |
| Obrońcy    |             |                       |                      |               |                 |
| 4          | Wyspy Owcze | Hjartvard Hansen      | 17 września 1988     | 2005          | -               |
| 8          | Wyspy Owcze | Allan Joensen         | 3 stycznia 1974      | 2006          | KÍ Klaksvík     |
| 14         | Wyspy Owcze | Bárður á Lakjuni      | 10 października 1978 | 2006          | ÍF Fuglafjørður |
| 23         | Wyspy Owcze | Tummas Tróndheim      | 3 listopada 1989     | 2007          | -               |
| Pomocnicy  |             |                       |                      |               |                 |
| 7          | Wyspy Owcze | Bárður R. Joensen     | 1 sierpnia 1983      | 2006          | Skála ÍF        |
| 10         | Wyspy Owcze | Sølvi Vatnhamar       | 5 maja 1986          | 2003          | -               |
| 20         | Wyspy Owcze | Jan Joensen           | 14 kwietnia 1968     | 2006          | KÍ Klaksvík     |
| 21         | Wyspy Owcze | Dánjal á Lakjuni      | 22 września 1990     | 2007          | ÍF Fuglafjørður |
| Napastnicy |             |                       |                      |               |                 |
| 3          | Wyspy Owcze | Andreas Lava Olsen    | 9 października 1987  | 2004          | -               |
| ?          |             |                       |                      |               |                 |
| 5          | Wyspy Owcze | Tórhallur Justinussen | 31 marca 1976        | 1993          | -               |
| 6          | Wyspy Owcze | Áslakkur Jacobsen     | 6 sierpnia 1981      | 1998          | -               |
| 9          | Wyspy Owcze | Beinir Justinussen    | 29 kwietnia 1986     | 2003          | -               |
| 11         | Wyspy Owcze | Adrian Stauss         | 11 lutego 1984       | 2001          | -               |
| 15         | Wyspy Owcze | Jón Eliasen           | 25 czerwca 1990      | 2007          | -               |

## Trenerzy
Następujący trenerzy byli zatrudniani przez klub LÍF Leirvík.
| Lp. | Imię i nazwisko      | Okres sprawowania funkcji | Okres sprawowania funkcji |
| --- | -------------------- | ------------------------- | ------------------------- |
| 1.  | ?                    | 1981                      | 1983                      |
| 2.  | Kári Nielsen         | 1984                      | 1984                      |
| 3.  | Lasse Christensen    | 1985                      | 1986                      |
| 4.  | Ron Corbett          | 1987                      | 1988                      |
| 5.  | Jóan Pætur Midjord   | 1988                      | 1988                      |
| 6.  | Børge Andersen       | 1989                      | 1989                      |
| 7.  | ?                    | 1990                      | 1992                      |
| 8.  | Oddbjørn Joensen     | 1993                      | 1993                      |
| 9.  | ?                    | 1994                      | 1996                      |
| 10. | Hans Andrias Midjord | 1997                      | 1997                      |
| 11. | Harry Benjaminsen    | 1997                      | 2001                      |
| 12. | Bogi Lervig          | 2001                      | 2003                      |
| 13. | Bjørn Krog           | 2004                      | 2005                      |
| 14. | Hans Fróði Hansen    | 2006                      | 2006                      |
| 15. | Jan Joensen          | 2007                      | 2007                      |